# Tatische Sprache

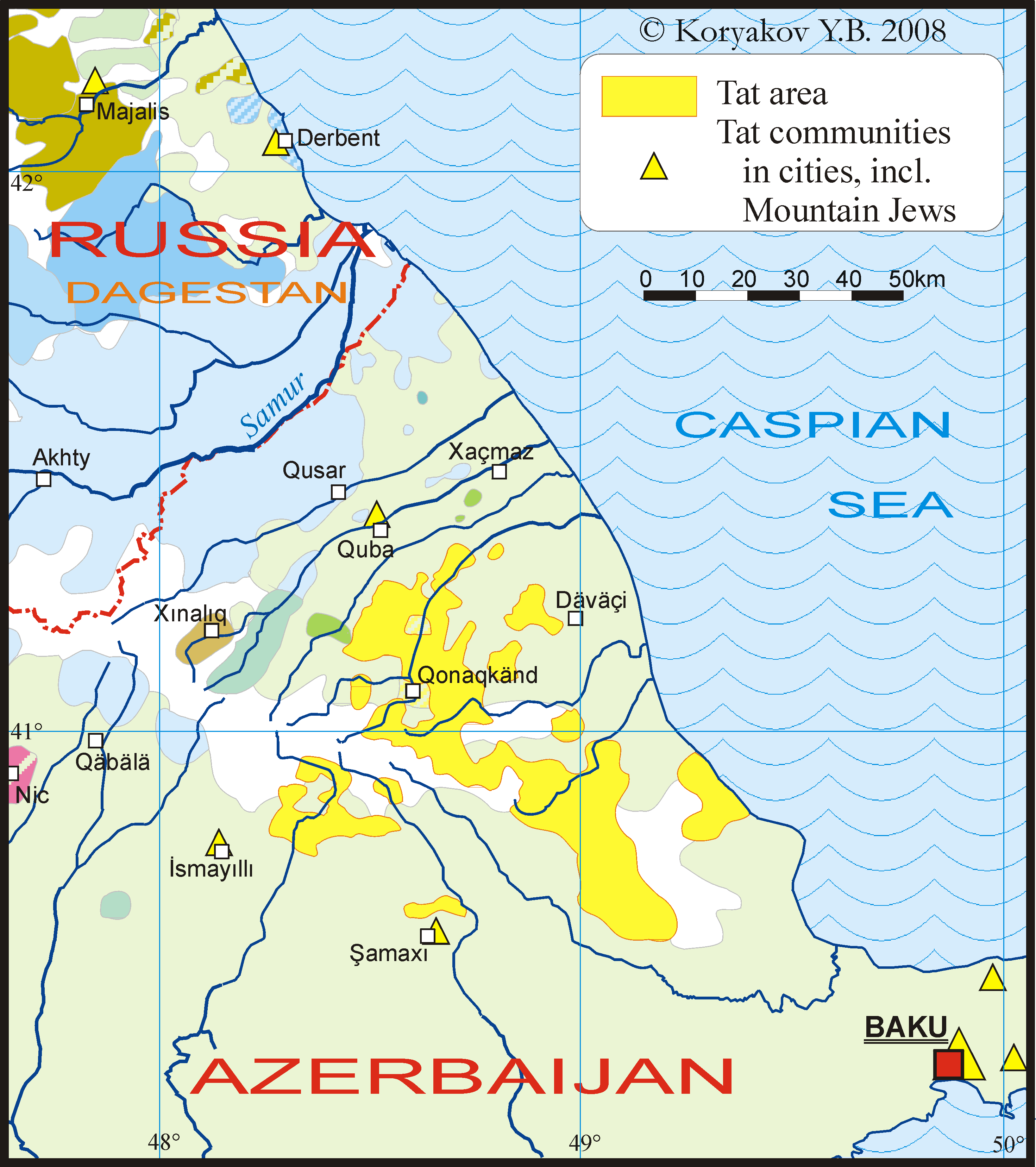
Verbreitung der tatischen Sprache in Nordaserbaidschan und Süddaghestan. Karte des Linguarium-Projektes der Lomonossow-Universität

Die Tatische Sprache (Tat, Tatisch) ist eine südwestiranische Sprache innerhalb der indoeuropäischen Sprachfamilie, die hauptsächlich im nordöstlichen Aserbaidschan beiderseits der Ostausläufer des Kaukasus und in der nördlich benachbarten zu Russland gehörenden Republik Dagestan gesprochen wird. Tatisch steht dem Persischen sehr nahe, hat aber einige strukturelle Gemeinsamkeiten mit Mittelpersisch, die aber durch den jahrhundertelangen Kontakt zum Neupersischen teilweise abgeschliffen sind, einige Sonderentwicklungen und einen starken Einfluss des Aserbaidschanischen. Tatisch sollte nicht mit der in der iranischen Provinz Zandschan und Umgebung gesprochenen nordwestiranischen Sprache Tati verwechselt werden.

## Verbreitung und Sprachsituation
Während Tatisch in Dagestan eine anerkannte Minderheitensprache ist, wurde sie in Aserbaidschan in Zeiten der Sowjetunion nicht als Schrift- oder Schulsprache gelehrt. Schriftsprache ist hier die Turksprache Aserbaidschanisch. Das unabhängige Aserbaidschan hat die Politik aber 1996 geändert. Seit dem 19. Jahrhundert ist Tatisch vor allem im Süden stark auf dem Rückzug und wird zunehmend vom Aserbaidschanischen assimiliert. Tatisch war im 19. Jahrhundert sowohl die Muttersprache einer gebürtig muslimischen Bevölkerung der alten Khanate Schirwan (oder nach der Hauptstadt Schemacha genannt, hier schon stark von Aserbaidschanisch verdrängt) und Quba, wie auch einer jüdischen Bevölkerung vorwiegend in Quba, Derbent und im Gebiet der Tabassaranen und Darginer in Dagestan und einer kleineren armenisch-christlichen Gemeinschaft in Schirwan. Deshalb unterscheidet die Literatur auch zwischen Muslim-Tat (auch südliches Tat), Judäo-Tat (auch nördliches Tat genannt) und manchmal noch Armeno-Tat, die von einigen Linguisten auch als gesonderte Sprachen betrachtet werden. Muslim-Tat hat, wie viele islamische Sprachen, einen Anteil arabischer Lehnwörter, Judäo-Tat wie viele jüdische Sprachen einen großen Anteil hebräischer und aramäischer, Armeno-Tat einen Anteil armenischer Lehnwörter. In vorsowjetischer Zeit wurden sie auch in verschiedenen Schriften, Arabische Schrift, Hebräische Schrift und Armenische Schrift, geschrieben und ihre Angehörigen bezeichneten sich, zum Teil bis heute, als porsi (Perser), juhuri/juvuri (Juden, Schreibweise auch dschuhuri) und ermeni (Armenier). In der Nationalitätenpolitik der Sowjetunion wurden sie dagegen als einheitliche Nationalität der Taten behandelt und ihnen eine anfangs lateinische, später kyrillische Schrift gegeben. Während Muslim-Tat schon im 19. Jahrhundert auf dem Rückzug war, expandierte Judäo-Tat noch in derselben Zeit. Einige wenige Gemeinden, die vorher tscherkessische Dialekte oder tschetschenisch gesprochen hatten, übernahmen oft durch Zuzug aus Dagestan und Aserbaidschan die tatische Sprache, die sich zur Umgangssprache der Bergjuden nicht nur in Aserbaidschan und Dagestan, sondern im gesamten Nordkaukasus entwickelte. In sowjetischer Zeit wurde aber auch Judäo-Tat von den Umgangssprachen Russisch und Aserbaidschanisch zurückgedrängt, seit den 1980er-Jahren ist ihr Gebrauch auch durch die Auswanderung, meist nach Israel, rückläufig. Die wenigen armenisch-christlichen Sprecher des Tatischen verließen größtenteils während des Bergkarabachkonfliktes Aserbaidschan.

## Sprecherzahl

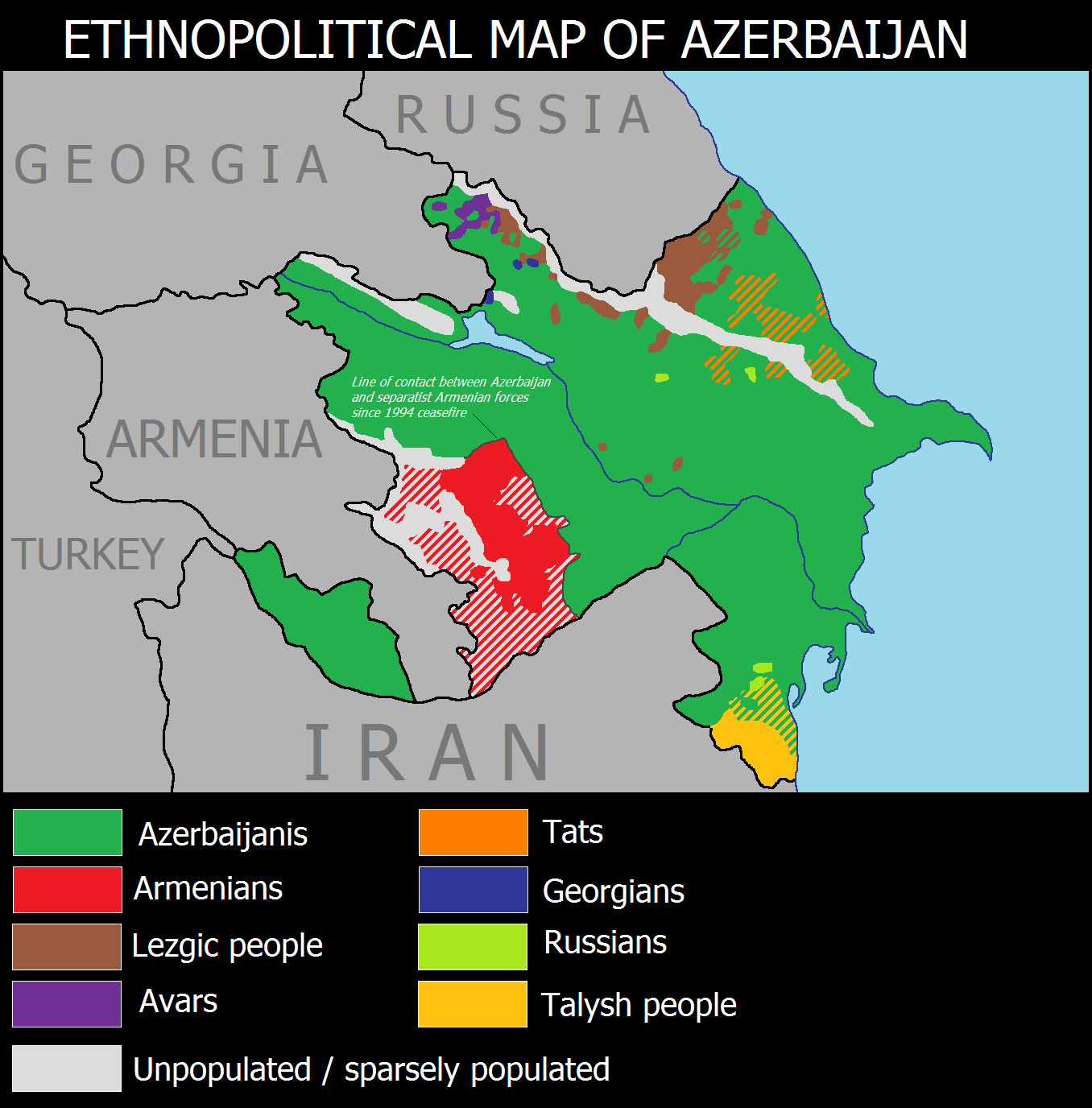
Tatisch (orange und schraffiert für gemischtsprachig) in Aserbaidschan. Stand: 1994–2020, nach dem Ersten Bergkarabachkrieg und vor dem Zweiten Bergkarabachkrieg.

Es gibt Schätzungen von ca. 96.000 Sprechern des Judäo-Tat, ca. 22.000 Sprechern des Muslim-Tat im Jahre 1990, die Sprecher des Armeno-Tat dürften nur noch einige hundert bis wenige tausend sein.
In der Volkszählung Aserbaidschans 2009 bezeichneten sich rund 25.200 Bewohner als „Taten“ und 9100 Bewohner als „Juden“. Die Sprecher sind fast durchgängig zweisprachig Aserbaidschanisch und Tatisch, was eher einen Rückgang des Sprachgebrauchs erwarten lässt. In der Volkszählung Russlands 2010 bezeichneten sich noch 1595 Menschen als „Taten“ und 762 als „Bergjuden“, 2012 Menschen gaben Tatisch als Muttersprache an. In Israel, wo wohl mit über 70.000 Menschen die meisten Tatisch-Sprecher leben, werden sie nicht getrennt erhoben, ebenso wenig in Armenien. In beiden Ländern wird Tatisch wohl allmählich von Neuhebräisch oder Armenisch verdrängt werden. Minorski zitiert mehrere Volkszählungsergebnisse mit bis 135.000 Taten nach der Großen Russischen Enzyklopädie 1901, was sprachliche Assimilation besonders vor dem Hintergrund des allgemeinen Bevölkerungswachstums der letzten mehr als 100 Jahre nachweist. Auch heute sind die Tatisch-Sprachkenntnisse besonders von Frauen und jüngeren Kindern in den Siedlungen geringer.

## Sprachliche Besonderheiten
Tatisch hat oft die zum Neupersischen häufige Veränderung von p zu f nicht nachvollzogen (siehe z. B. porsi für  „Perser“, statt neupersisch farsi). Außerdem ist die für das Neupersische typische Ezafe-Verbindung auf Tatisch sehr selten. Zahlwörter werden noch prinzipiell zuerst genannt. Die Flexionen sind noch stärker als im Neupersischen erhalten. Typisch für Tatisch ist auch ein ausgeprägter Rhotazismus, der das neupersische d durch r ersetzt. Im Gegensatz zu Armeno-Tatisch haben Muslim- und Judäo-Tatisch die beiden Pharyngale ʕ und ħ, die im Persischen nicht vorkommen und z. B. Minorski auf eine ursprüngliche Herkunft aus dem arabischen Sprachraum schließen ließ, von anderen Forschern aber als zu weit reichende These abgelehnt wird.

## Begriff und Herkunft
Der Begriff tat kommt wohl ursprünglich aus Turksprachen und bezeichnet primär nicht aus dem Stammesverband kommende Menschen, sekundär sesshafte Bevölkerung und tertiär – besonders in Mittelasien und Aserbaidschan – persische Bevölkerung. Er hat nach Miller und Minorski wahrscheinlich dieselbe Herkunft wie der Begriff der Tadschiken und setzte sich erst ab dem 19. Jahrhundert und nie vollständig unter den Betreffenden selbst durch.
Nach muslimischen Quellen hat wohl schon Chosrau I. Anuschirwan in vorislamischer Zeit zoroastrische und jüdische Bevölkerung aus dem Süden zur Sicherung der Grenzbefestigungen gegen die Chasaren angesiedelt, weil er der christianisierten Bevölkerung von Albania misstraute, und so die tatische Sprache in der Region verankert. Es gibt aber weiter Diskussionen über die Zuweisung.

## Muslim-Tatisch
Nach Grjunberg gibt es einen nördlichen Dialekt des Muslim-Tatischen, der von Sunniten in Quba gesprochen wird, einen zentralen und einen südlichen Dialekt in Schirwan, die beide von Schiiten gesprochen werden. Haciyev zählt den zentralen zum südlichen Dialekt. Eine stark unterschiedliche Mundart wird in der Ortschaft Lahıc gesprochen, den z. B. Huseynova auch zum südlichen Dialekt zählt. Miller dagegen sieht Lahıc-Tatisch als eigenen Dialekt und zieht die Dialektgrenzen nicht so sehr entlang der Religionen, sondern regional und verweist besonders auf große Ähnlichkeiten der schiitischen, sunnitischen und jüdischen Mundarten der Abşeron-Halbinsel.

## Judäo-Tatisch

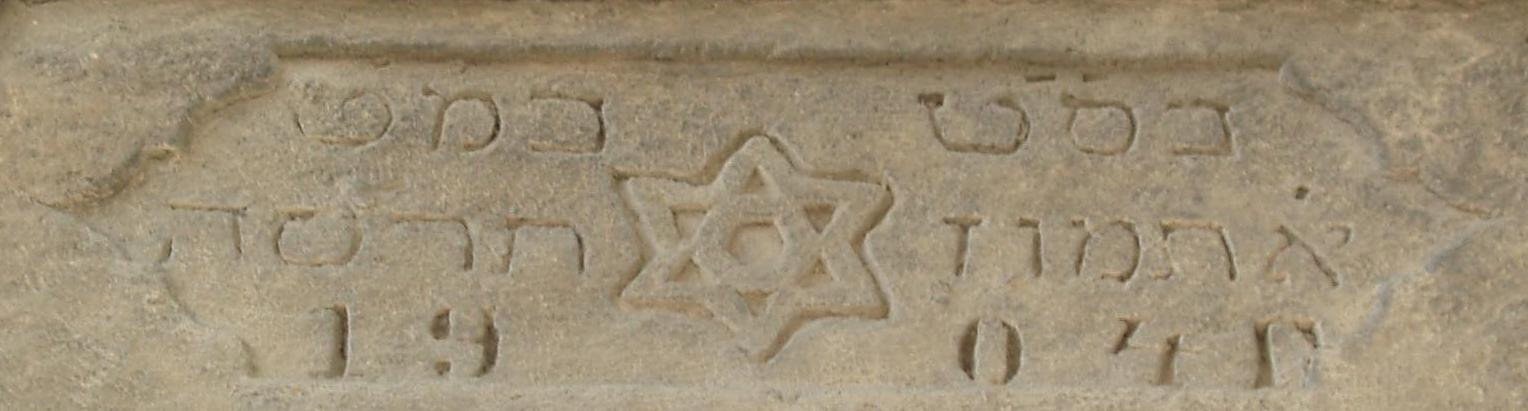
Tatische Inschrift in hebräischen Buchstaben in Derbent 1904

Judäo-Tatisch wird in vier Dialekte eingeteilt: den Kaitag-Dialekt aus dem Osten Dagestans, der sich in den übrigen Teilen Nordkaukasiens ausbreitete, den Derbent-Dialekt, den Quba-Dialekt im Norden Aserbaidschans mit der Siedlung Qırmızı Qəsəbə und den fast vollständig vom Aserbaidschanischen verdrängten Wartaschen-Dialekt aus Oğuz, vormals Wartaschen und Umgebung. Judäo-Tatisch/Juhuri hat heute die meisten Sprecher aller Tatisch-Varianten und die breiteste Literatur, die allerdings fast nicht mehr gedruckt wird.

## Armeno-Tatisch
Armeno-Tatisch wird von einigen Sprachwissenschaftlern wie Grjunberg auch dem mittleren und südlichen Muslim-Tatischen zugeordnet, obwohl die Pharyngale hier fehlen und das å zu einem a wird. Es wurde nur in wenigen nordostaserbaidschanischen Dörfern gesprochen und die letzten Sprecher leben heute meist in Armenien.